# Testiranje statističkih hipoteza
Statistička hipoteza je takva hipoteza koja je provjerljiva na temelju promatranih podataka koji su modelirani kao ostvarene vrijednosti uzete iz skupa nasumičnih varijabli. Skup podataka modelira se kao ostvarene vrijednosti skupine nasumičnih varijabli koje imaju zajedničku distribuciju vjerojatnosti u nekom skupu mogućih zajedničkih distribucija. Hipoteza koja se testira je upravo taj skup moguće distribucije vjerojatnosti. Testiranje statističkih hipoteza je metoda statističke inferencije. Za moguću distribuciju podataka predlaže se alternativna hipoteza, Usporedba dvaju modela smatra se statistički značajnom ako je prema pragu vjerojatnosti (razina značajnosti) pojava podataka malo vjerojatna ako je nulta hipoteza istinita. Testiranje hipoteze određuje koji ishod može dovesti do odbacivanja nulte hipoteze prema predodređenoj razini značajnosti, koristeći prethodno izabrane mjere devijacije (rezultat statističkog testa, prikladnost modela). Prethodno izabrana razina značajnosti maksimalna je dopuštena "lažno pozitivna" stopa - poželjno je kontrolirati rizik pogrešnog odbacivanja istinite nulte hipoteze.
Proces razlikovanja između nulte hipoteze i alternativne hipoteze potpomognut je uzimanjem u obzir dva tipa koncepcijskih pogrešaka. Prvi tip pogreške (pogreška odbacivanja α-pogreška ili pogreška tipa I) događa se kada se pogrešno odbaci istinita nulta hipoteza. Drugi tip pogreške (β-pogreška ili pogreška tipa II) događa se kada se ne odbaci pogrešna nulta hipoteza.
Statistički testovi zasnovani na statističkoj značajnosti drugi su način izražavanja intervala povjerenja. Drugim riječima, svako testiranje hipoteze zasnovano na značajnosti može se ostvariti putem intervala povjerenja, a svaki interval povjerenja može se dobiti testiranjem hipoteze zasnovanom na značajnosti.